# 腎臟移植
腎臟移植又稱肾移植，是指人們把健康的肾脏移植到慢性肾脏病患者身上。人們在生前或去世後都可以捐献肾脏。
在接受肾移植之前，患者必须接受的医学评估，以确保他们的健康状况足以接受移植手术。一旦他们的身體條件可以進行手術，他们在有腎臟供應時就可以進行手術；在美国，病人平均等待手術的时间为三到五年。
接受肾移植的患者通常比一直透析的患者寿命更长，生活质量可能更高。然而患者進行肾移植後必须终生服用免疫抑制劑（抑制免疫系统的药物），以阻止他们新的肾脏被自己的身體排斥。这种长期服用免疫抑制會使他们面临更高的感染和罹患癌症的风险。
2018年，全球估计进行了95,479起肾移植手術，其中36%来自活体捐献者。1954年，约瑟夫·默里进行了第一次成功的肾移植手術，默里也因其在器官移植方面的工作而于1990年获得诺贝尔生理学或医学奖。